# Gymnogryllus malayanus
Gymnogryllus malayanus är en insektsart som beskrevs av Desutter-grandcolas 1996. Gymnogryllus malayanus ingår i släktet Gymnogryllus och familjen syrsor. Inga underarter finns listade i Catalogue of Life.